# La Grandeza

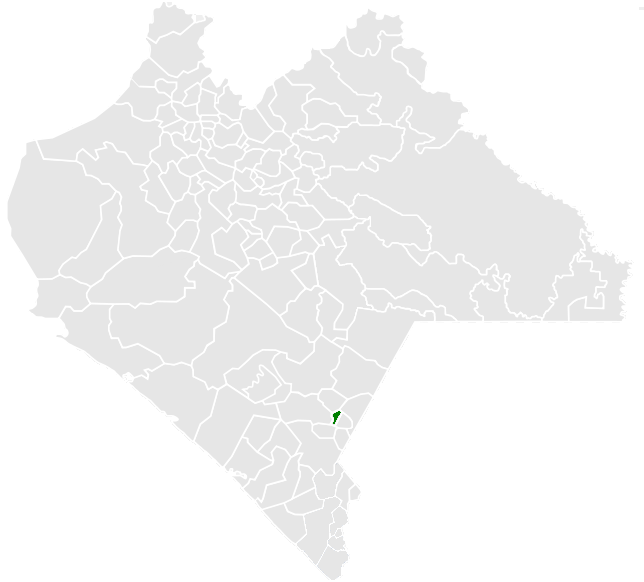
Mapa del municipio de La Grandeza en el estado de Chiapas, México.

La Grandeza es una localidad del estado mexicano de Chiapas, cabecera del municipio homónimo.

## Geografía
La localidad está ubicada en la posición 15°30′57″N 92°13′34″O / 15.51583, -92.22611, a una altitud de 2027 m s. n. m.
Según la clasificación climática de Köppen, el clima corresponde al tipo Aw - Tropical seco.

## Demografía
Cuenta con 1502 habitantes lo que representa un incremento promedio de 3.8% anual en el período 2010-2020 sobre la base de los 1044 habitantes registrados en el censo anterior. Ocupa una superficie de 0.8795 km², lo que determina al año 2020 una densidad de 1708 hab/km².
| Gráfica de evolución demográfica de La Grandeza entre 2000 y 2020 |
|                                                                   |
| Fuente: Instituto Nacional de Estadística Geografía e Informática |

En el año 2010 estaba clasificada como una localidad de grado medio de vulnerabilidad social.
La población de La Grandeza está mayoritariamente alfabetizada (2.33% de personas analfabetas al año 2020) con un grado de escolarización en torno de los 10 años. Solo el 0.73% de la población es indígena.